# Heberden-csomók
A Heberden-csomók a kezek végső ízületeinek peremén felrakódó csontos képletek, melyek degeneratív eredetűek, nem rosszindulatúak. Az ízületi kopás, arthrosis, jelei. Általában idősebb korban alakulnak ki, nőknél a II. és III. ujjon gyakori, ez a forma genetikus eredetű, de kialakulhat ismétlődő trauma hatására is. Oszteofiták, vagyis az ízületben megjelenő csontdarabok kialakulása jellemzi.